# Galerie Bordelaise
La galerie Bordelaise  (ou galerie de la Torre)  est une galerie commerçante située à Bordeaux. Elle est, avec le passage Sarget, l’un des deux passages couverts de la ville. Très en vogue durant la première moitié du XIXe siècle, cette galerie de province rivalise d’élégance avec les passages parisiens.
Sa construction a été commencée en 1833 sous la direction de l'architecte Gabriel-Joseph Durand (1792-1858) et a été ouverte au public le 1er avril 1834. Elle est inscrite au titre des monuments historiques en 1975.

## Géographie
La galerie en diagonale relie l'angle formé par les rues de la Maison-Daurade et Piliers-de-Tutelle à celui des rues Sainte-Catherine et Saint-Rémi.

## Histoire
La création du passage est due à l'initiative de quatre riches négociants latino-américains, vivant à Bordeaux après avoir quitté le Mexique lors de la guerre au Mexique. Ce sont le marquis de la Torre et MM. Gimet, de Yrigoyen et Caillavet. L'architecte départemental Gabriel-Joseph Durand, agissant pour une commande privée, assure la direction des travaux.
La première dénomination du passage est « galerie de la Torre ». Ramona de la Torre, née à Veracruz en 1804, et appartenant à une des familles les plus riches de Bordeaux, intervint dans sa construction.
La galerie est une propriété privée appartenant à 65 copropriétaires dont plusieurs commerçants. Par contre le passage est public et classé aux monuments historiques. La rénovation de la galerie, ne peut pas s'effectuer tant qu'un accord n'est pas trouvé pour le financement des travaux entre les différents propriétaires. La totalité des travaux est estimée à 3 millions d'euros. La première tranche débute en septembre 2015, pour 1 million d'euros, dont 25 % sont pris en charge par la ville de Bordeaux et 35 % par l’État. L'architecte chargé des travaux est Denis Boullanger.

## Description
C'est l'un des rares passages couverts conçus dans la diagonale de l’îlot de construction.
Les deux entrées sont munies de grilles de fer et de colonnes en marbre. La corne d'abondance, motif de décoration de la galerie, est présente en de nombreux endroits.

## Galerie

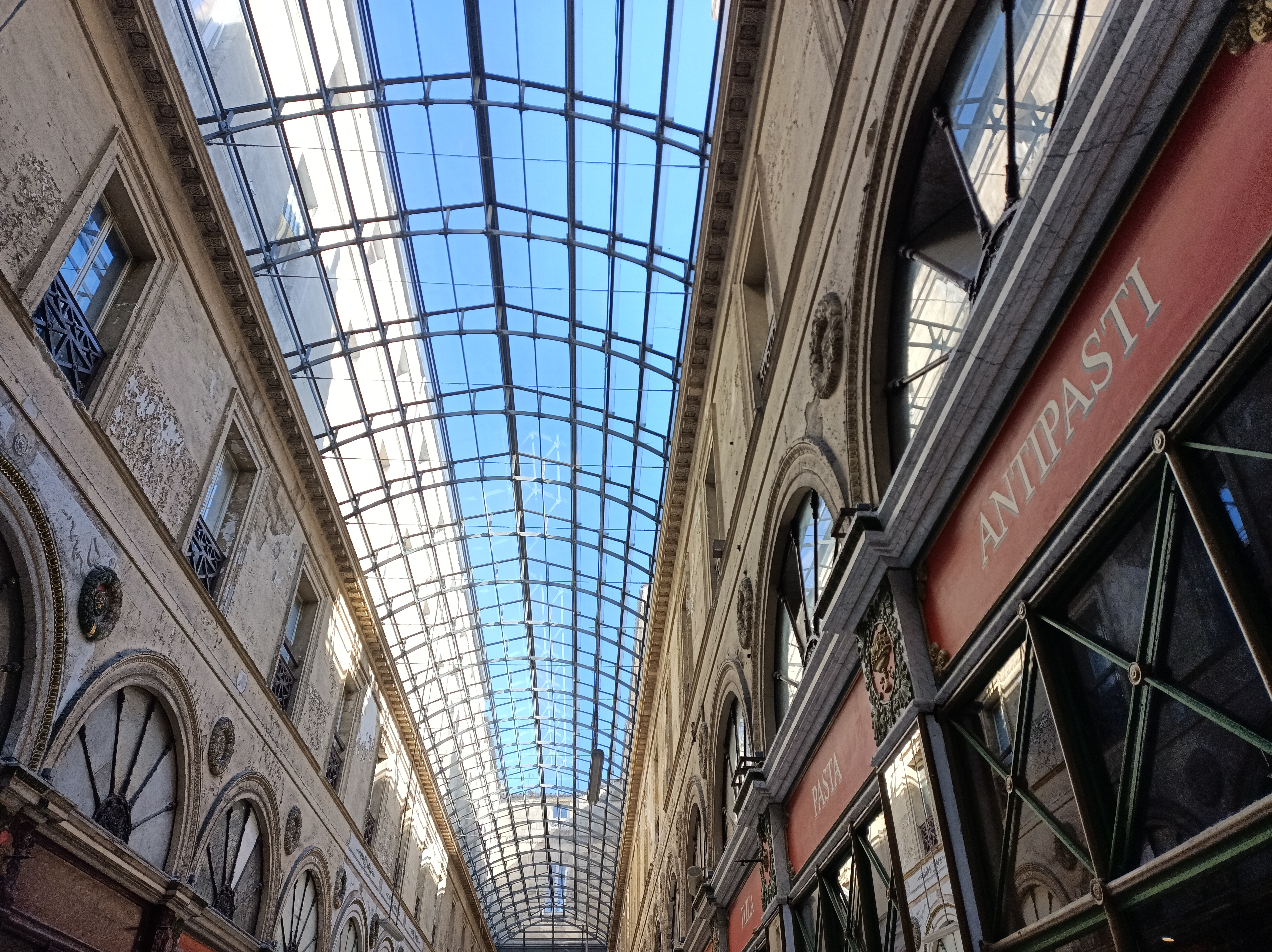
Intérieur (toiture) de la Galerie de Bordeaux

Illustrations de la galerie

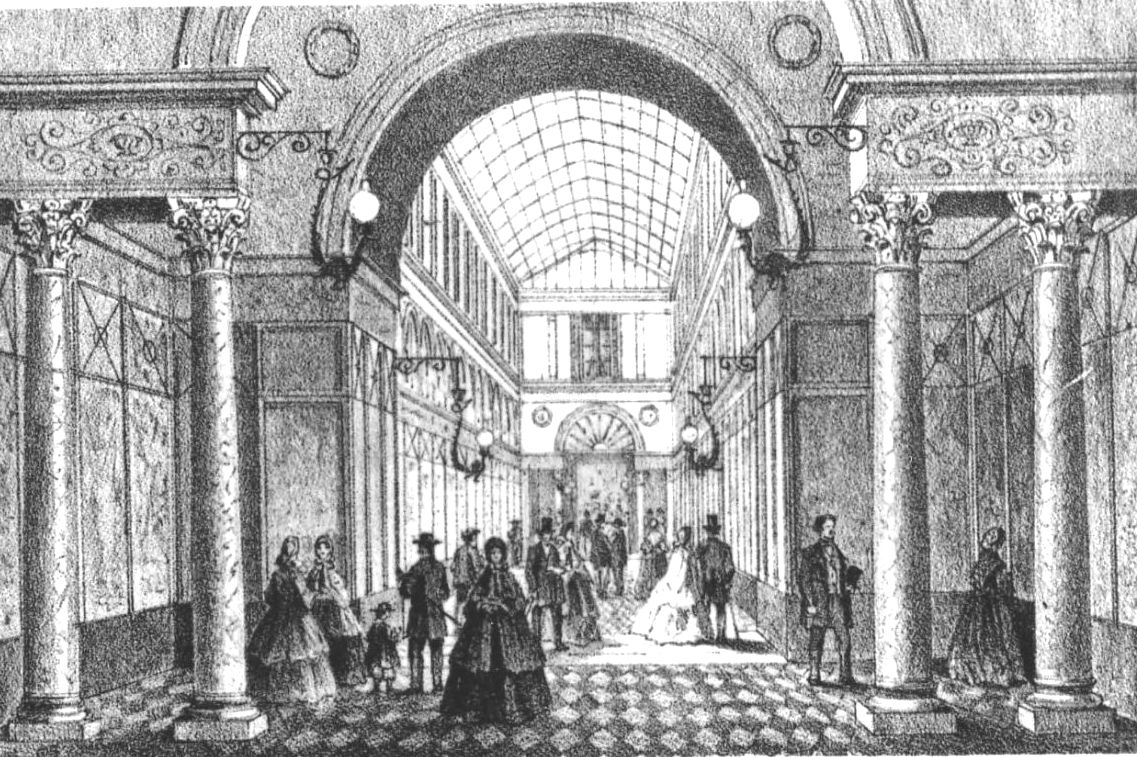
Gravure ancienne.
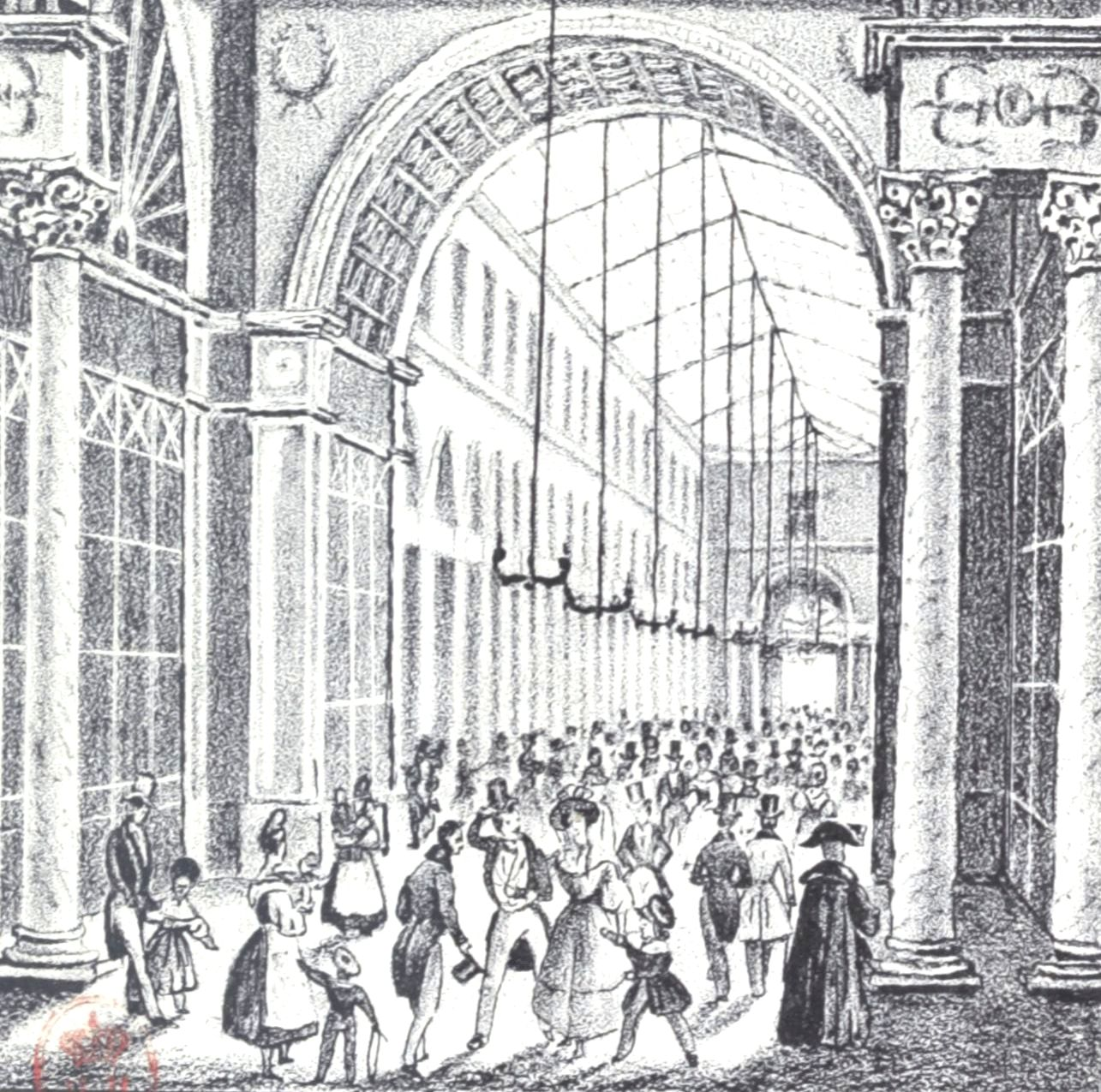
Gravure de Constant (1837).
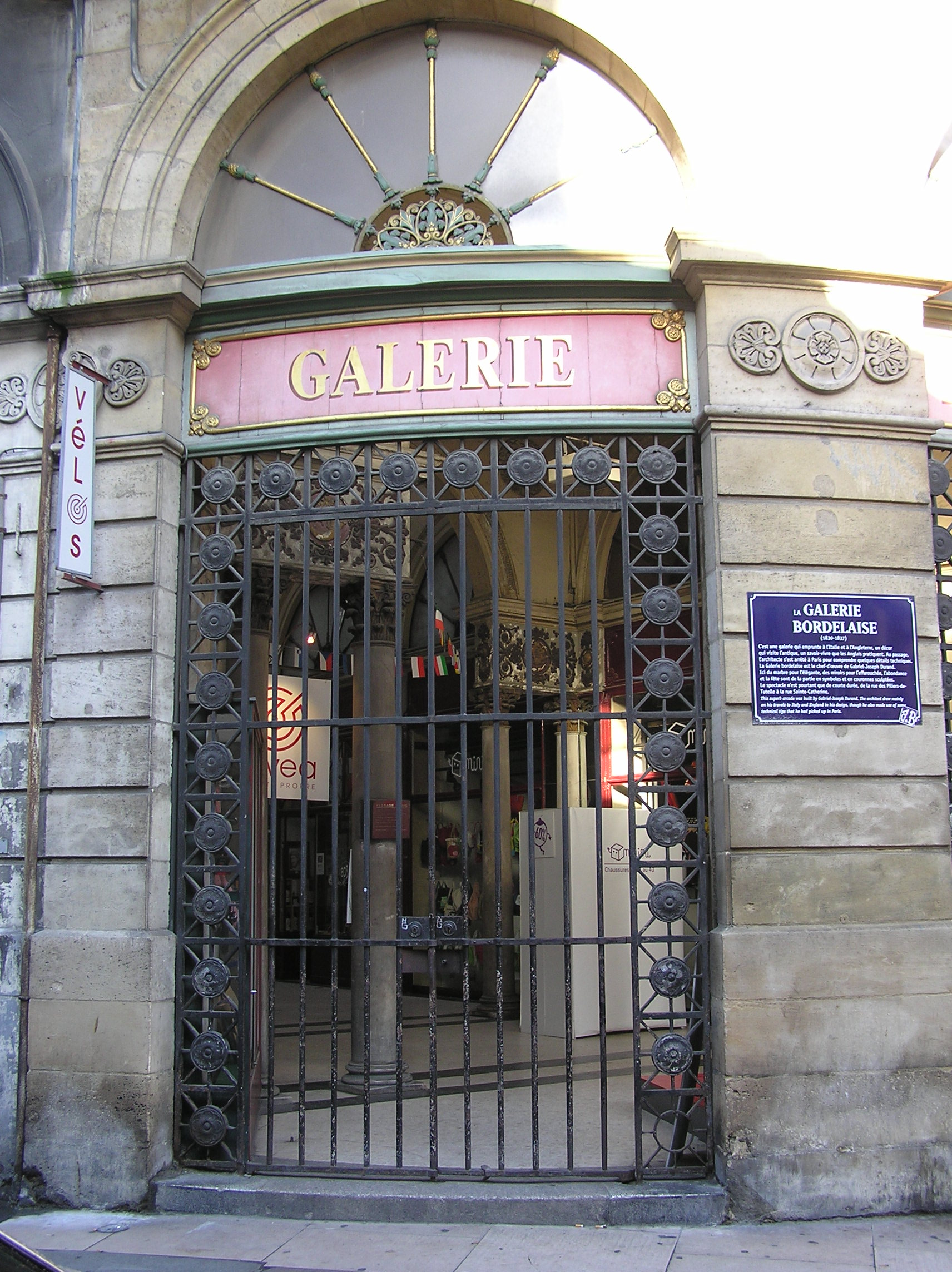
Grilles d'entrée.
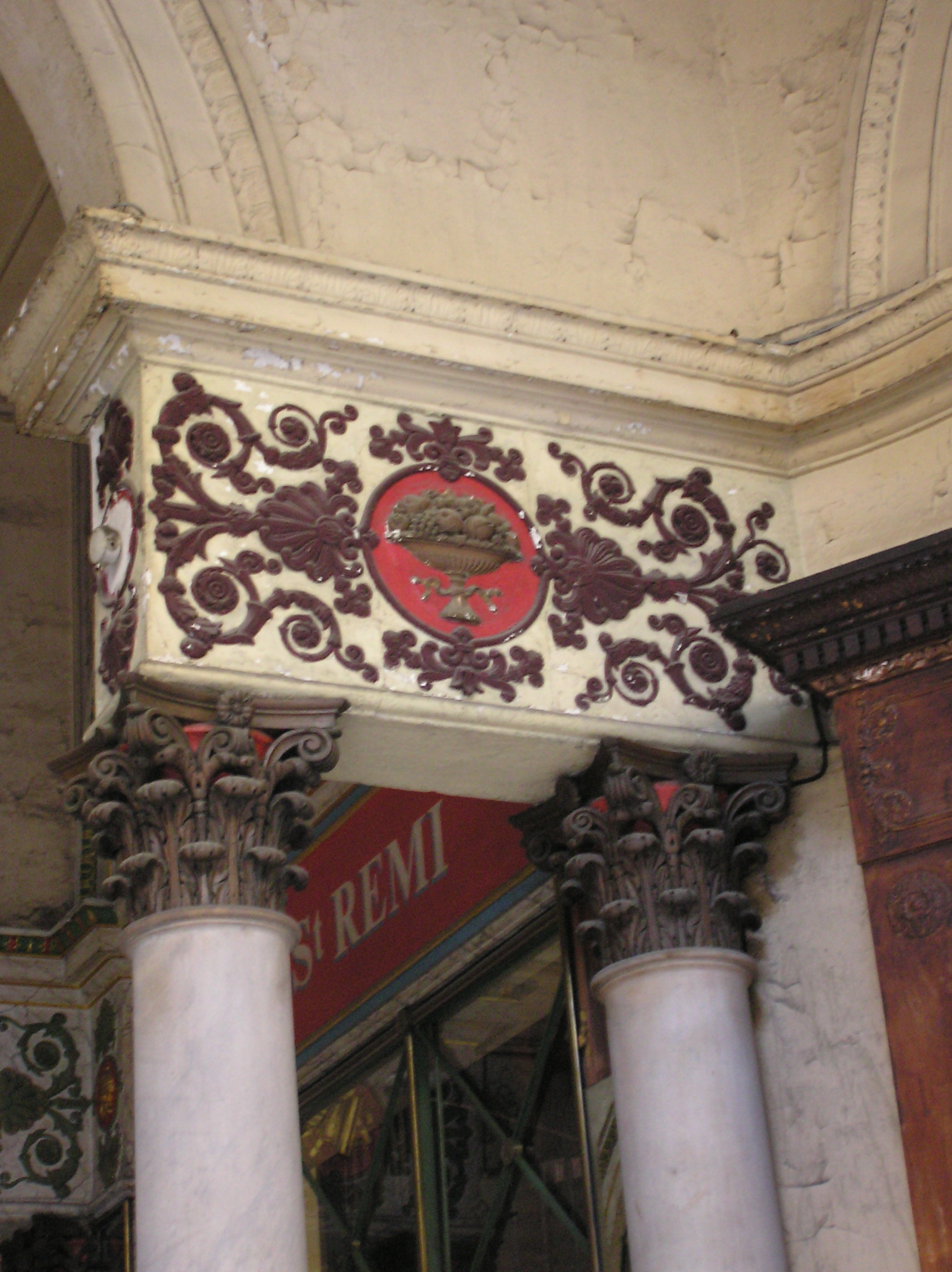
Doubles colonnes en marbre à chapiteau corinthien.
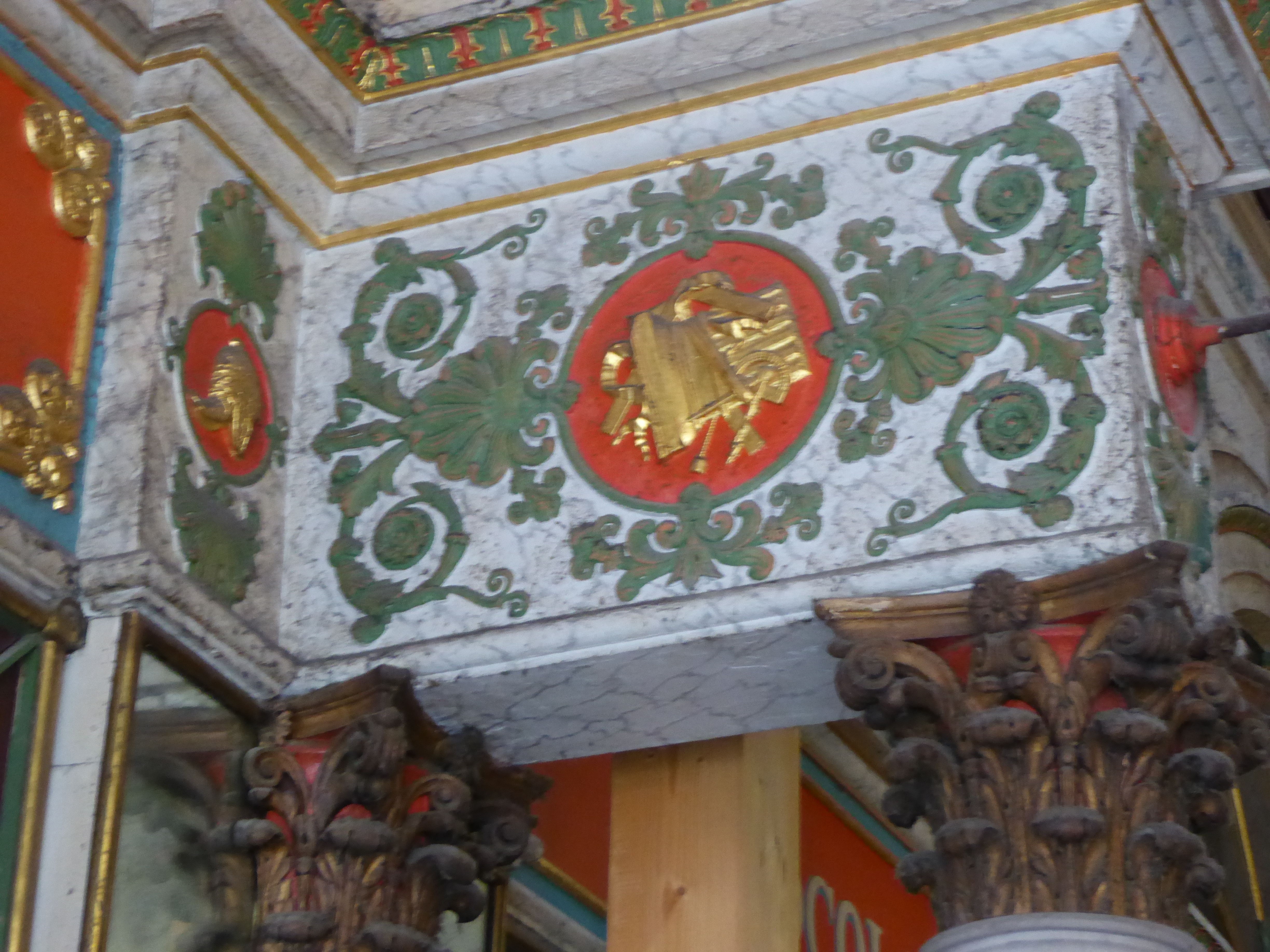
Ornement de l'architrave.
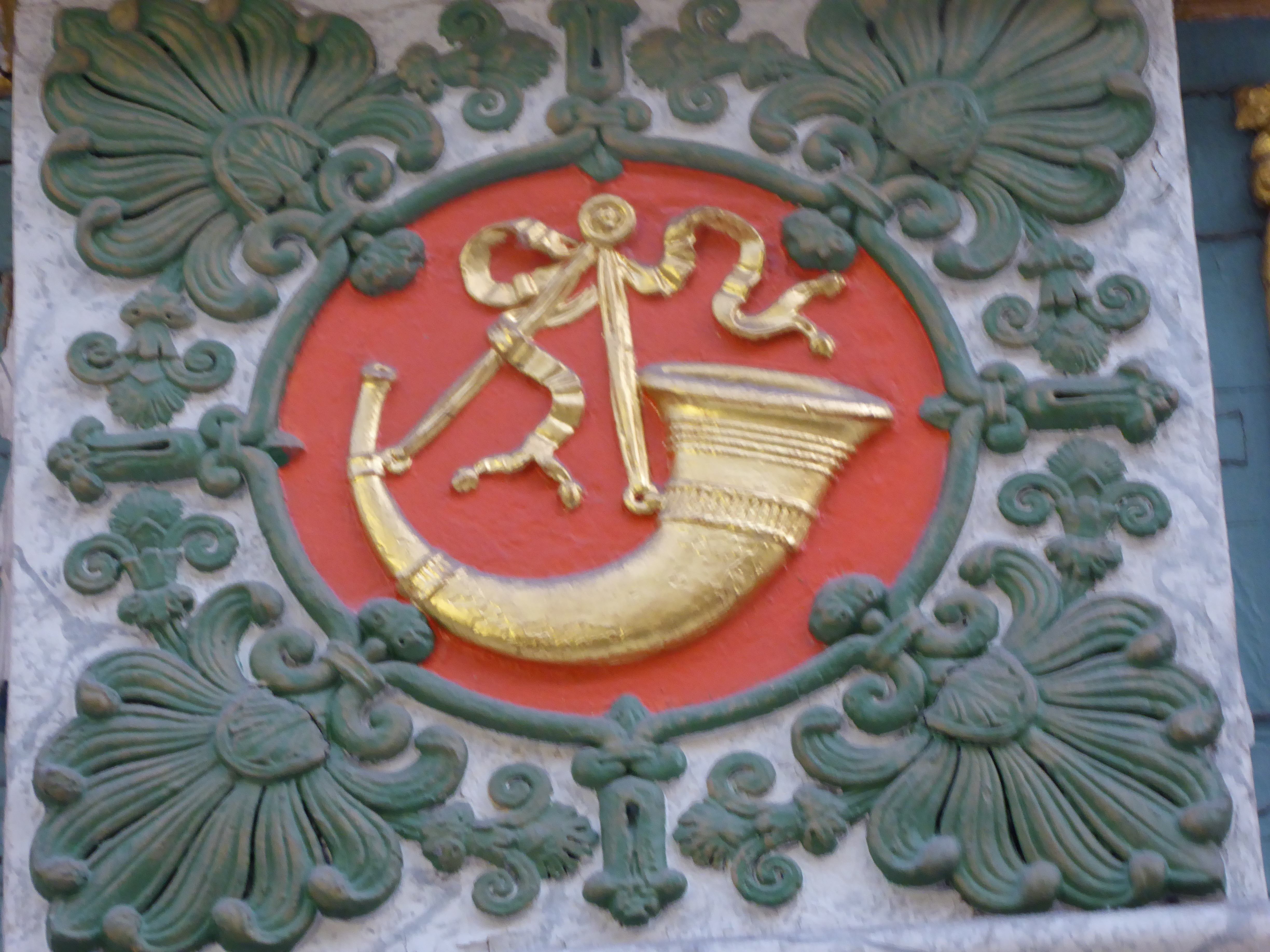
Corne d'abondance.
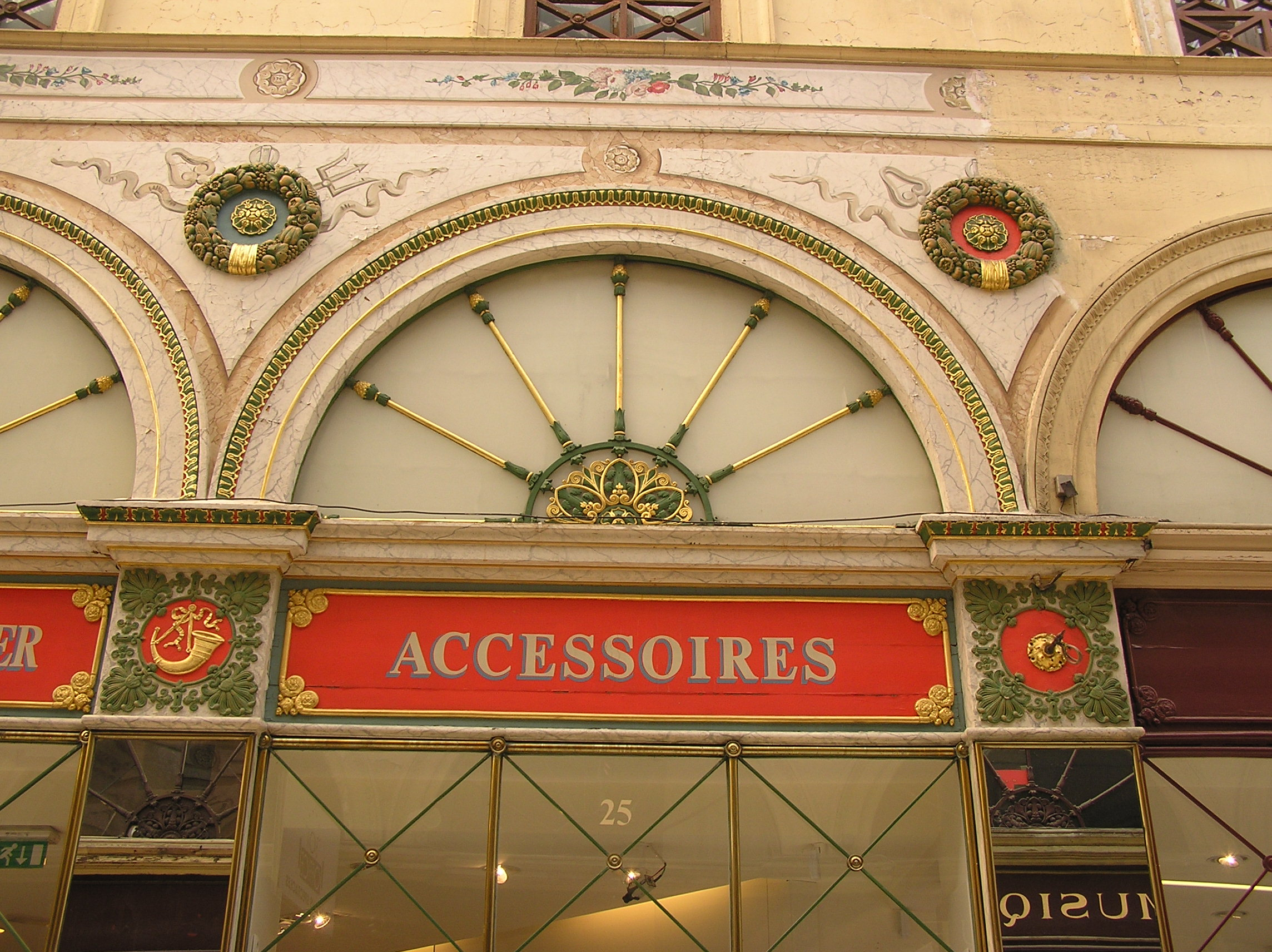
Décor pompéien.
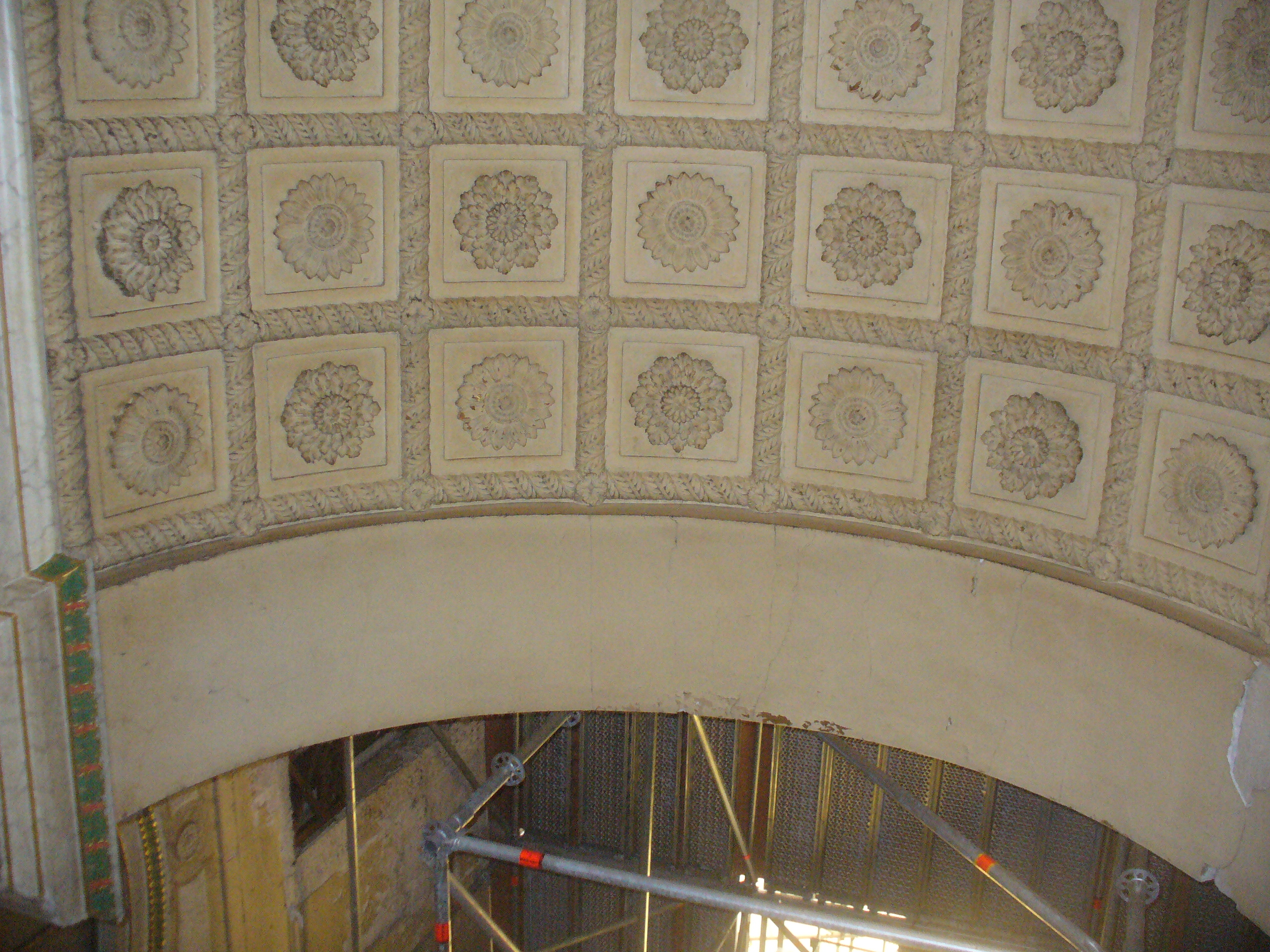
Passage sous voûte en berceau au niveau du rétrécissement.
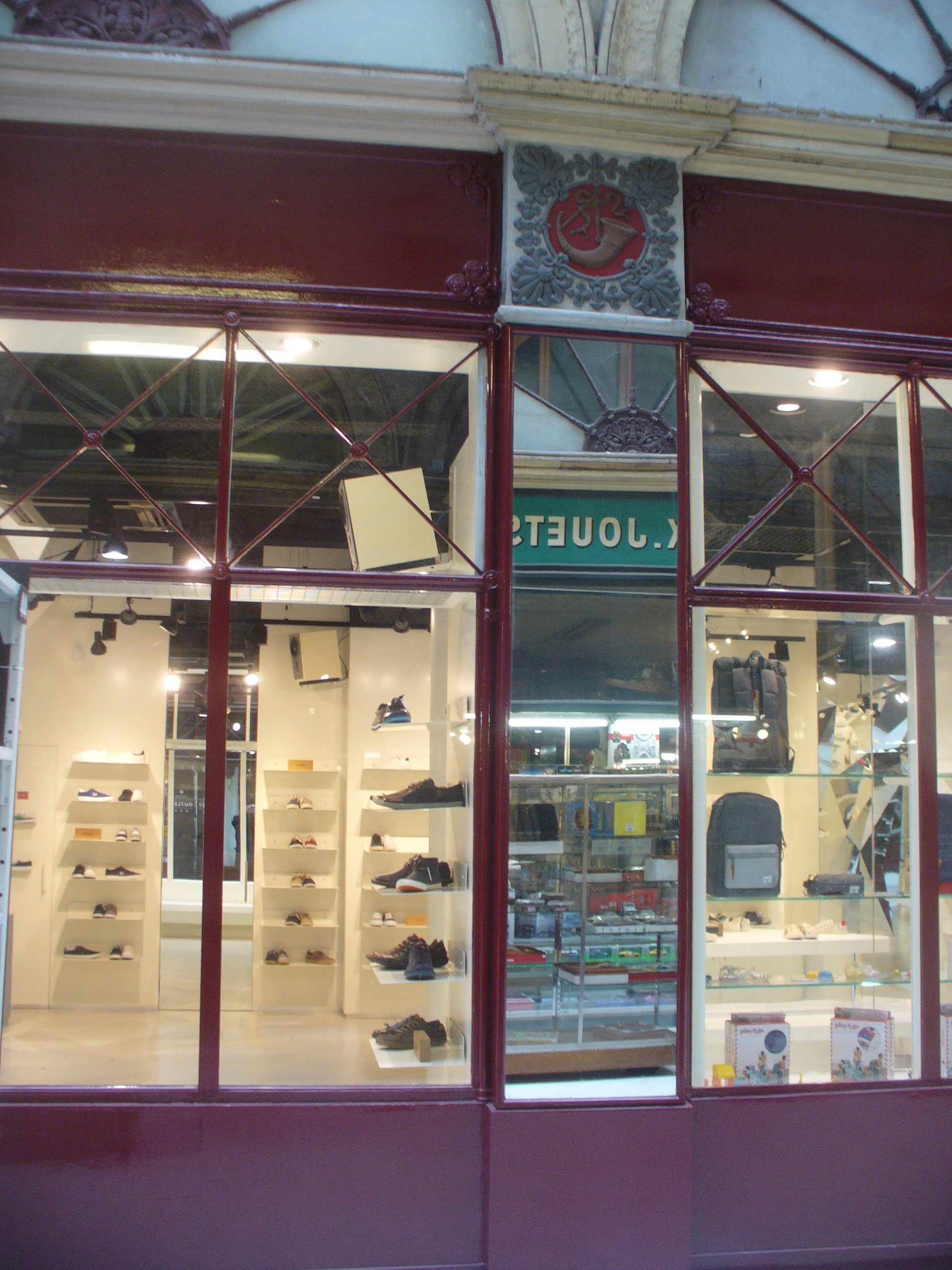
Miroirs sur pilastres.
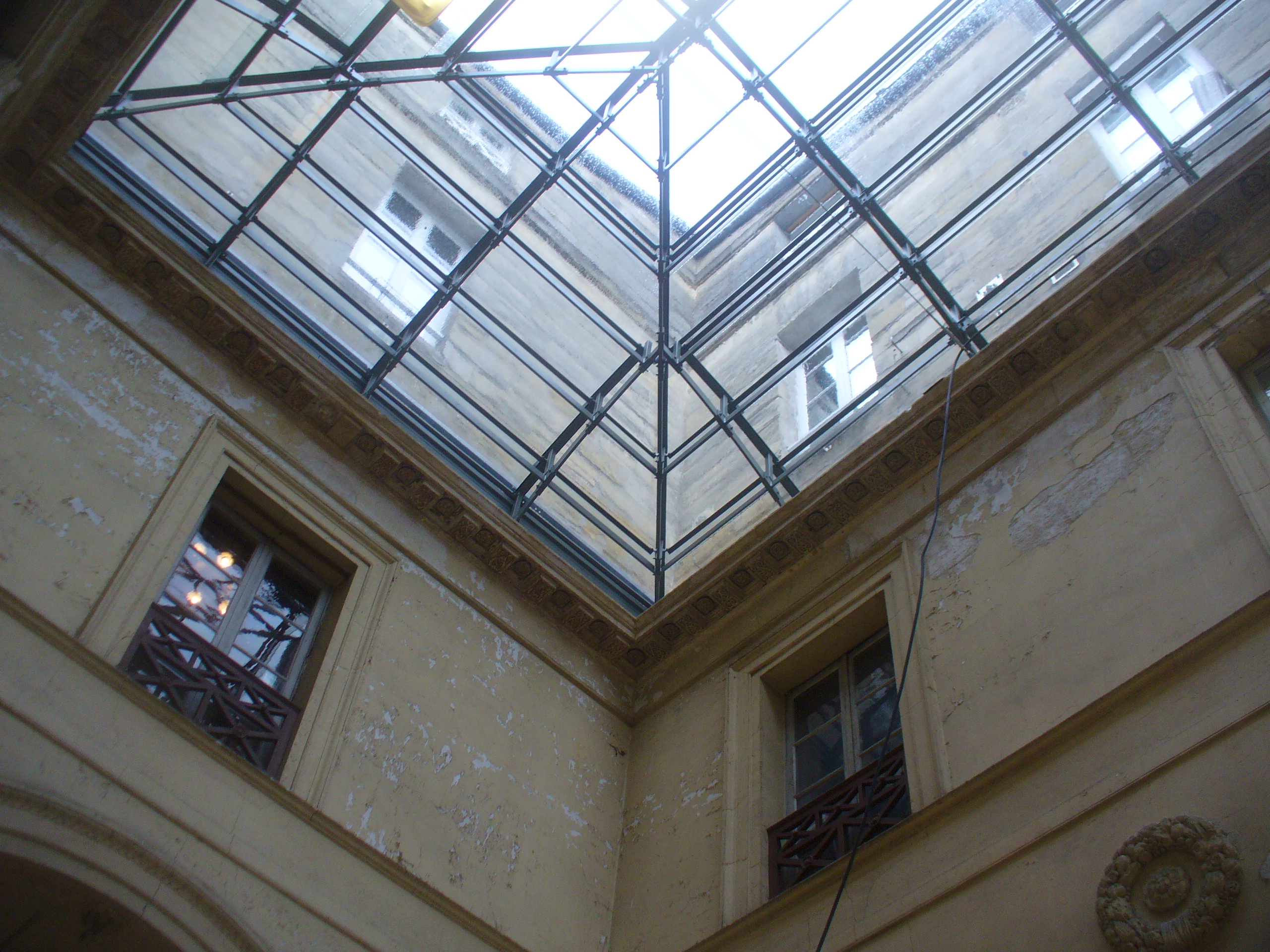
Logement au-dessous et au-dessus de la verrière.
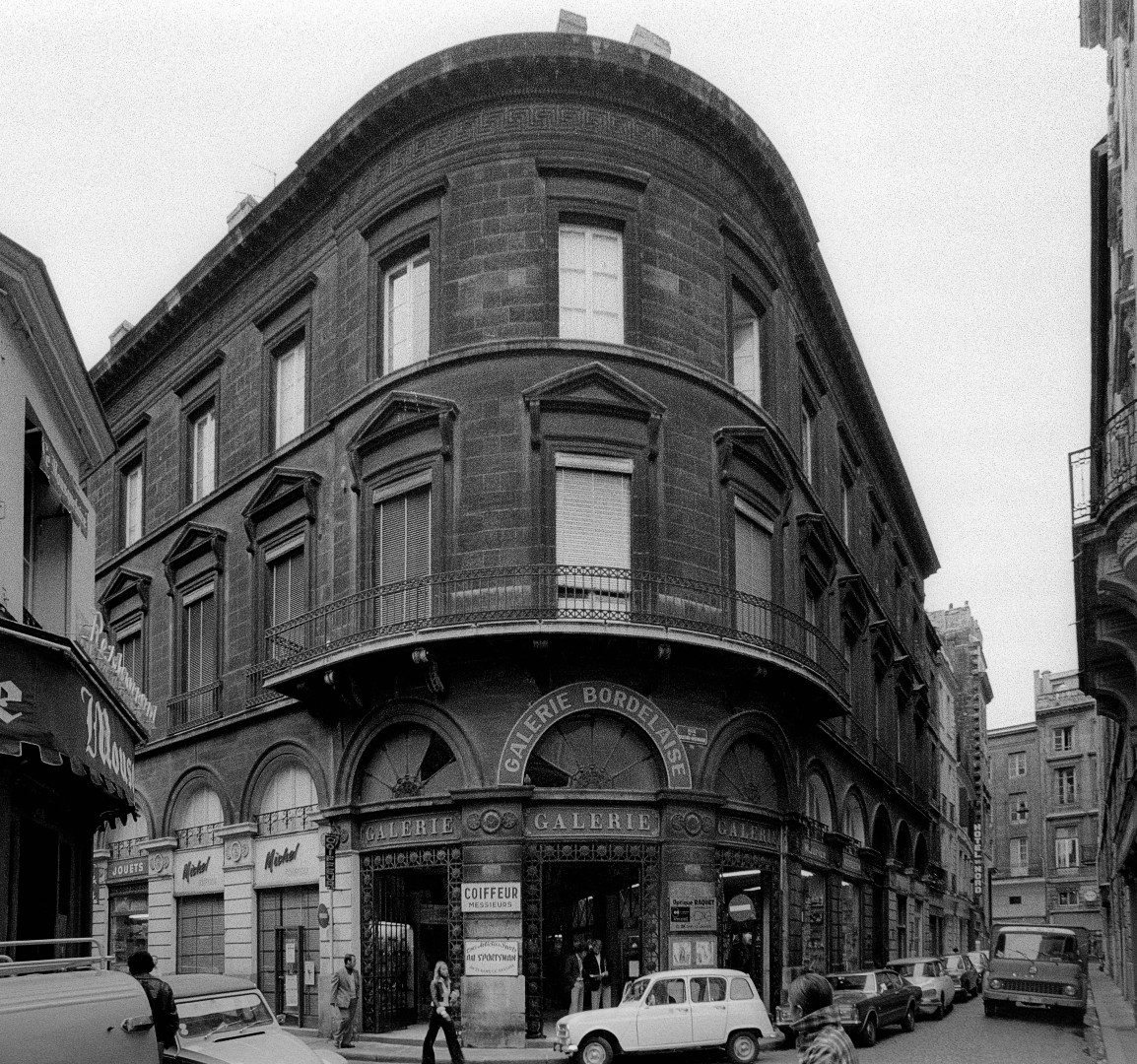
Entrée de la galerie Bordelaise rue des Piliers-de-Tutelle (1974).
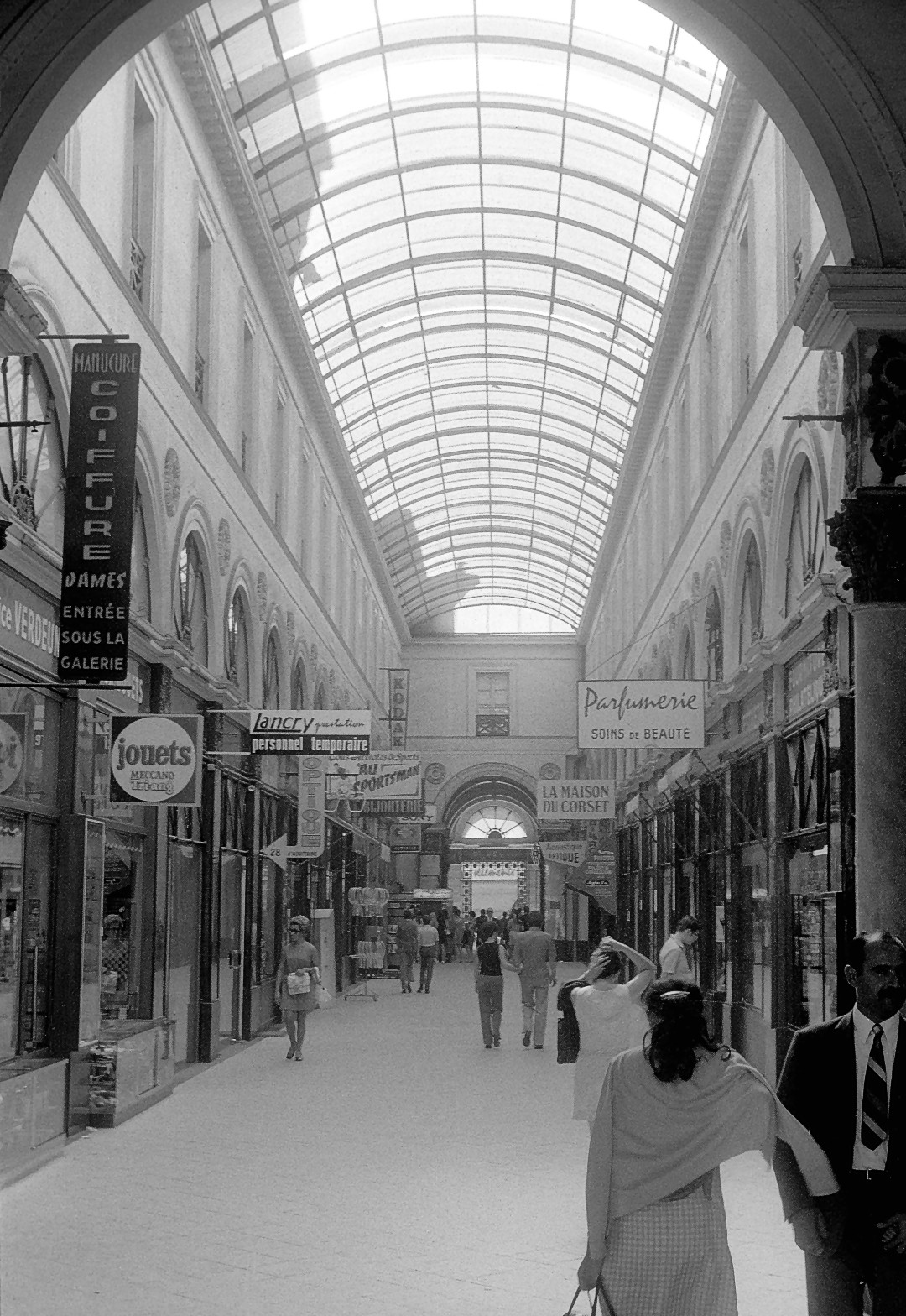
Galerie Bordelaise, vue vers la rue Sainte-Catherine (1970).
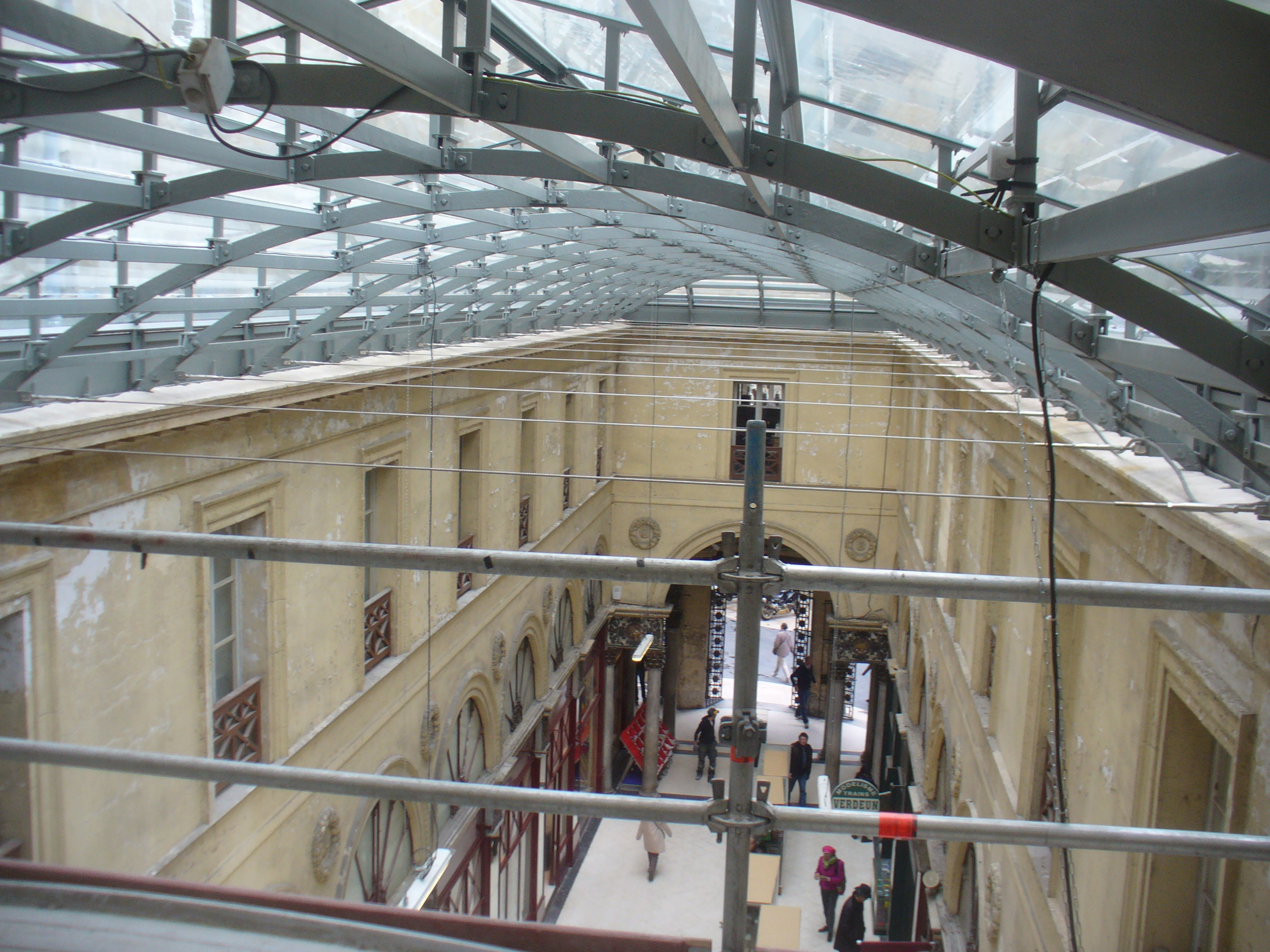
Nouvelle verrière (avril 2016).